# LYAR
LYAR‏ (Ly1 antibody reactive) هوَ بروتين يُشَفر بواسطة جين LYAR في الإنسان.